# Myxobolus grandiintercapsularis
Myxobolus grandiintercapsularis is een microscopische parasiet uit de familie Myxobolidae. Myxobolus grandiintercapsularis werd in 1962 beschreven door Shulman. 